# أنجلو بيروتزي
أنجيلو بيروزي (بالإيطالية: Angelo Peruzzi)‏، من مواليد 16 فبراير 1970 في فيتيربو في إيطاليا، لاعب كرة قدم إيطالي.
بدأ مسيرته الكروية مع نادي روما في عام 1986، ولعب معهم حتى عام 1989، وشارك معهم في 13 مباراة، وفي موسم 1989/1990 انتقل إلى نادي كييفو، ولعب معهم 29 مباراة، وفي موسم 1990/1991 انتقل إلى نادي روما، ولعب معهم 3 مباريات، وفي عام 1991 انتقل إلى نادي يوفنتوس، ولعب معهم حتى عام 1999، وشارك معهم في 208 مباريات، وفي موسم 1999/2000 انتقل إلى نادي إنتر ميلان، ولعب معهم 33 مباراة، ومنذ عام 2000 وهو يلعب مع نادي لاتسيو وفي عام 2007 اعتزل كرة القدم وقد لعب معهم في 192 مباراة .
و قد لعب مع منتخب إيطاليا لكرة القدم منذ عام 1995 وحتى عام 2006، وشارك معهم في 31 مباراة.

## مسيرته الكروية
لعب أنجلو بيروتزي خلال مسيرته الاحترافية مع 5 أندية في عشرون موسمًا ولم يسجل خلالها أي هدف ضمن 478 مباراة. حيث فاز في ثلاثة مواسم بالكأس وفي ثلاثة مواسم بالدوري.
خاض أنجلو بيروتزي مسيرته مع نادي روما في موسم 1987–88 في المرة الأولى ولمدة موسمين ثم في موسم 1990–91 لمدة موسم واحد، مشاركًا طوالها في 16 مباراة ولم يسجل أي هدف. ثم انتقل إلى نادي هيلاس فيرونا في موسم 1989–90 لمدة موسم واحد، حيث شارك في 29 مباراة ولم يسجل أي هدف أيضًا. لينتقل بعدها إلى نادي يوفنتوس في موسم 1991–92 ليلعب معه ثمانية مواسم، مشاركًا في 208 مباراة ولم يسجل أي هدف أيضًا. ثم انتقل إلى نادي إنتر ميلان في موسم 1999–00 لمدة موسم واحد، مشاركًا في 33 مباراة ولم يسجل أي هدف أيضًا. هذا وانتقل لاحقًا إلى نادي لاتسيو في موسم 2000–01 ليلعب معه سبعة مواسم، مشاركًا في 192 مباراة ولم يسجل أي هدف أيضًا.

## روابط خارجية
- أنجلو بيروتزي على موقع الاتحاد الدولي (مؤرشف)  (الإنجليزية)
- أنجلو بيروتزي على موقع الاتحاد الأوربي (الإنجليزية)
- أنجلو بيروتزي على موقع قاعدة بيانات كرة القدم.إي يو (الإنجليزية)
- أنجلو بيروتزي على موقع ناشيونال فوتبول تيمز (الإنجليزية)
- أنجلو بيروتزي على موقع Soccerbase.com (لاعب) (الإنجليزية)
- أنجلو بيروتزي على موقع Soccerway.com (الإنجليزية)
- أنجلو بيروتزي على موقع عالم كرة القدم.نت (الإنجليزية)
- أنجلو بيروتزي على موقع كووورة
- أنجلو بيروتزي على موقع أوليمبيديا (الإنجليزية)